# McSherrystown
McSherrystown es un borough ubicado en el condado de Adams en el estado estadounidense de Pensilvania. En el año 2000 tenía una población de 2691 habitantes y una densidad poblacional de 1,984.1 personas por km².

## Geografía
McSherrystown se encuentra ubicado en las coordenadas 39°48′15″N 77°01′09″O / 39.80417, -77.01917.

## Demografía
Según la Oficina del Censo en 2000 los ingresos medios por hogar en la localidad eran de $32 286 y los ingresos medios por familia eran $40 089. Los hombres tenían unos ingresos medios de $33 378 frente a los $20 784 para las mujeres. La renta per cápita para la localidad era de $20 158. Alrededor del 6% de la población estaba por debajo del umbral de pobreza.